# 박관우 (축구인)
박관우(한국 한자: 朴寬優, 1996년 6월 4일 ~ )는 대한민국의 축구 선수이다. 포지션은 공격수이다.

## 클럽 경력
박관우는 2018시즌을 앞두고 K리그2의 안산 그리너스에 입단했다. 2018년 9월 22일에 치러진 성남 FC와의 경기에서 프로 데뷔골을 기록했다.
2019시즌을 앞두고 K리그1으로 승격한 성남 FC에 입단했다. 성남에서 리그 8경기 출전을 기록했다.
2020시즌을 앞두고 부산 아이파크로 이적했으며 2020시즌 동안 부산에서 5경기 출전을 기록했다.
2020시즌 종료 이후 팀을 떠났으며 이후 현역에서 은퇴했다.
2023년 K3리그 부산교통공사 축구단에 복귀하였다.